# Melody Thornton
Melody Thornton (Phoenix, 28 settembre 1984) è una cantautrice, attrice, ballerina e modella statunitense.
Ex componente del gruppo musicale The Pussycat Dolls. Melody è un soprano con un timbro di voce melismatico. Le sue etichette sono A&M, The Network Artist Agency, Melody SangReal, Island Def Jam. Nel 2020, Melody ha pubblicato il suo primo EP da solista Lioness Eyes in maniera indipendente.

## Biografia
Nasce a Phoenix (Arizona) nel 1984 da madre messicana, Elia e da padre afro-americano, Teolph Thornton, ha anche una sorella maggiore, Nichole Thornton. Ha Frequentato la scuola elementare Papago Elementarty School. Fin da piccola inizia a partecipare a vari concorsi canori, in cui mostra le sue doti vocali, cantando brani come Without You, nella cover di Mariah Carey. Nel 2003 si diploma alla Camelback High School di Phoenix e si reca a Los Angeles per partecipare a diversi casting e audizioni.

## Carriera

### 2003-2010: The Pussycat Dolls

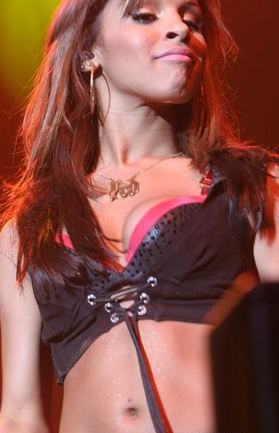
Melody durante un'esibizione nel 2006

Nel dicembre del 2003 partecipa alle audizioni indette da Robin Antin per trovare delle cantanti da aggiungere alle Pussycat Dolls, si cui seppe l'esistenza tramite una pubblicità nel canale MTV e ottiene un posto nella band senza ballare ma solamente cantando, e ne diviene la seconda cantante del gruppo. Nel nuovo gruppo entrano a far parte Thornton, Carmit Bachar, Jessica Sutta, Kimberly Wyatt, Ashley Roberts, Cyia Batten e Kasey Campbell (già presenti all'interno del vecchio corpo di ballo delle Pussycat Dolls) e Nicole Scherzinger e Kaya Jones (selezionate anche loro durante le audizione). Firmarono, nello stesso anno, un contratto con la Interscope Records.
L'esordio discografico avvenne nel 2004 con l'incisione del brano Sway per la colonna sonora del film Shall We Dance?. Sempre nello stesso anno, il gruppo registrò la canzone We Went as Far as We Felt Like Going che fu inserita nella colonna sonora del film d'animazione Shark Tale.
Il 13 settembre 2005, viene pubblicato il primo album, PCD; inoltre sono presenti alcuni tributi e cover di famose canzoni. L'album è un grande successo a livello mondiale: venderà oltre dieci milioni di copie, raggiungendo la prima posizione in Nuova Zelanda, la top five in paese come i Paesi Bassi e gli Usa, inoltre l'album entra nella top ten di Austria, Regno Unito, Germania, Irlanda. L'album contiene hit di grande successo, come PCD, Stickwitu e Buttons, che raggiungono le parti alte delle classifiche di molte paesi. Inoltre la band riceve la nomination ai Grammy Award nella categoria Best Pop Performance By a Duo or Group per la canzone Stickwitu.
Il 19 ottobre 2008 viene pubblicato il secondo album del gruppo, Doll Domination. Nella prima settimana di uscita l'album vende circa 79,000 copie e debutta alla posizione numero 4 della classifica statunitense Billboard 200. Dall'album vengono estratti singoli come When I Grow Up che in America raggiunge la posizione numero 1 della Hot Dance Club Play e I Hate This Part che ottiene buon successo entrando nelle top 10 di vari paesi. Nell'aprile del 2009 Scherzinger durante un'intervista con Billboard conferma che ci sarà un re-release del loro secondo album. La nuova versione dell'album viene chiamata Doll Domination 2.0, dal quale vengono estratti due singoli: la cover in lingua inglese di Jai Ho, brano dell'artista indiano A.R. Rahman e colonna sonora del film The Millionaire, che diventa una hit mondiale e Hush Hush, versione dance dell'omonimo brano contenuto nell'edizione standard dell'album.
Il 1º marzo 2010 Melody Thornton lascia il gruppo.

### 2010-presente: La carriera solista
Nel 2007 duetta con il rapper Jibbs nella canzone Go Too Far. Nel 2009 partecipa alla canzone Ease Off The Liquor contenuta all'interno di Shock Value II, terzo album del produttore statunitense Timbaland. Inoltre appare nel video di Slow Dance, quinto singolo della cantante statunitense Keri Hilson.
Nel settembre 2010 appare in rete il brano Love Gun e inizialmente si pensa sia il primo singolo come solista della cantante, ma la Thornton tramite Twitter fa sapere che la canzone non sarà il primo singolo del suo album di debutto ma solo una demo per Cee Lo Green che aggiungerà il brano al suo album The Lady Killer. Successivamente spunta anche Sweet Vendetta ma Melody non fa sapere se è prevista l'uscita della canzone come singolo.

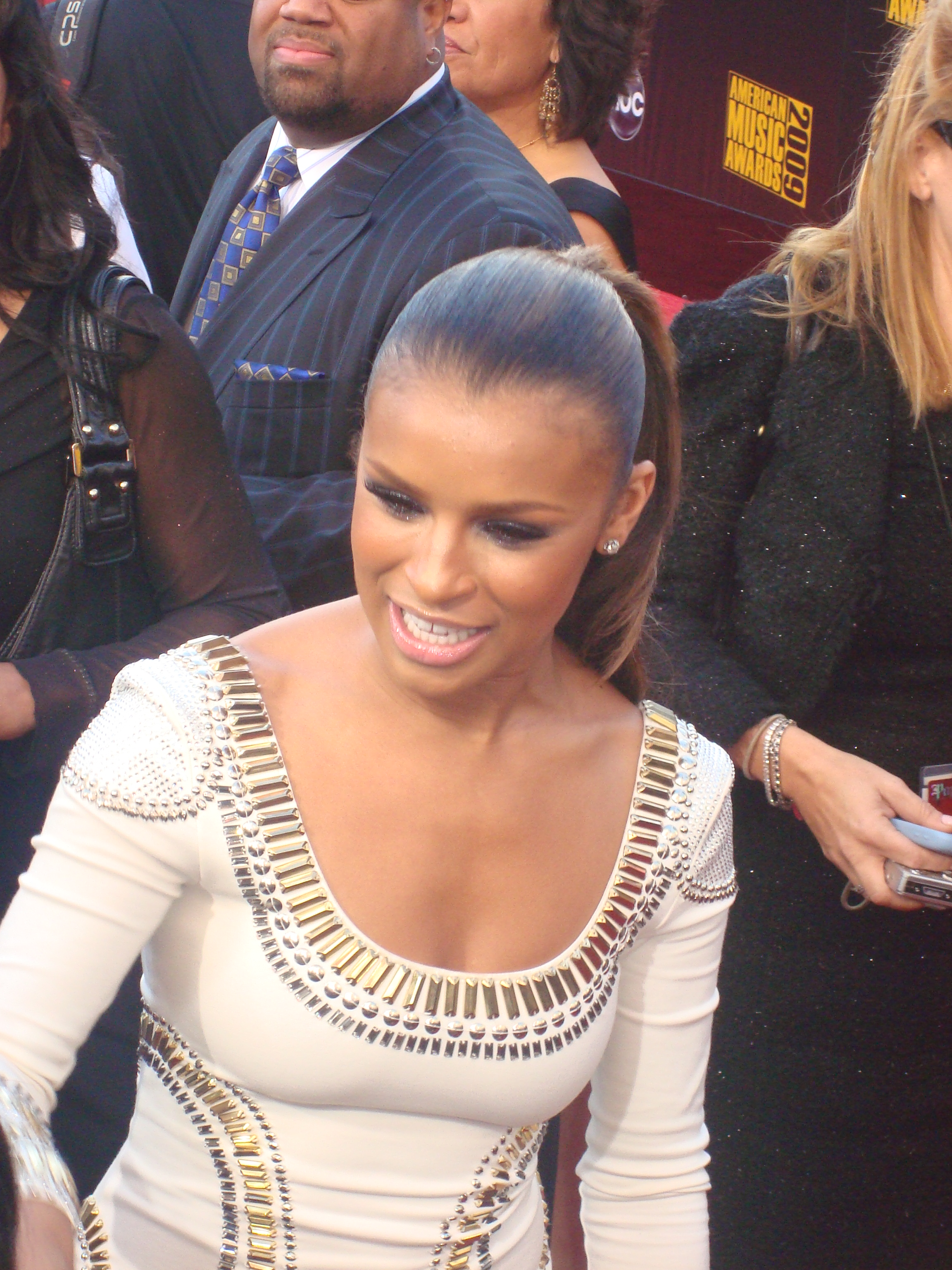
Melody a un evento

Nel gennaio 2011 si esibisce nell'inno nazionale statunitense per la partita di basket Lakers vs Clippers.
Nel maggio 2011 mette in rete delle reinterpretazioni di canzoni di Lady Gaga, Katy Perry e Kanye West.
Nel 2011 è inoltre apparsa nel video musicale della canzone di Jason Derulo, Don't Wanna Go Home.
Il 5 marzo 2012 pubblica il singolo promozionale Lipstick & Guilt di cui viene girato un video musicale, successivamente, il 15 marzo rilascia il suo mixtape, intitolato P.O.Y.B.L contenente 10 tracce, tra cui una collaborazione con il cantante Bobby Newberry, Bulletproof, di cui viene fatta un video musicale. Oltre a questi due brani Melody gira dei video musicali anche per Someone To Beliveve e Smoking Gun. Melody aveva già collaborato con Newberry ma non vocalmente, infatti era apparsa nel video musicale del suo singolo di debutto, Dirrty Up, insieme alla sua ex collega e amica Ashley Roberts.
Nel giugno 2012 si è esibita in concerto a San Pietroburgo in occasione della festività delle Vele scarlatte.
A marzo del 2013 ha iniziato il suo tour in Germania esibendosi in alcuni locali tedeschi.
Ad aprile del 2013 collabora al singolo di LL Cool J Something About You (Love The World).
Nel 2013 collabora alla canzone I'll Be Fine del rapper Bizzy Crook, e appare nel video musicale del singolo Ballin di Fat Joe.
Sempre nel 2013 collabora a due canzoni del rapper tedesco Prince Kay One, intitolate Mittelfinger e -24/7.
Nel 2015, Melody rilascia due nuovi singoli in collaborazione con il cantante Bobby Newberry: Goodbye e Serial Killer.
Dopo alcuni anni di pausa, nel 2019 Melody riprende in mano la sua carriera prendendo parte al singolo del produttore musicale Harrison Freak Like Me, pubblicato via Spinnin Records; per il brano viene rilasciato anche un video musicale. Nei mesi successivi, la Thorton diviene l'unica ex Pussycat Dolls a non prendere parte alla reunion del gruppo: proprio in concomitanza all'annuncio delle ex colleghe, Melody rilascia un nuovo singolo da solista, Love Will Return.
Il 25 luglio 2020 Melody pubblica il nuovo singolo Phoenix Rise, brano che anticipa l'EP Lioness Eyes, che viene pubblicato il 7 agosto dello stesso anno.

### Altre attività

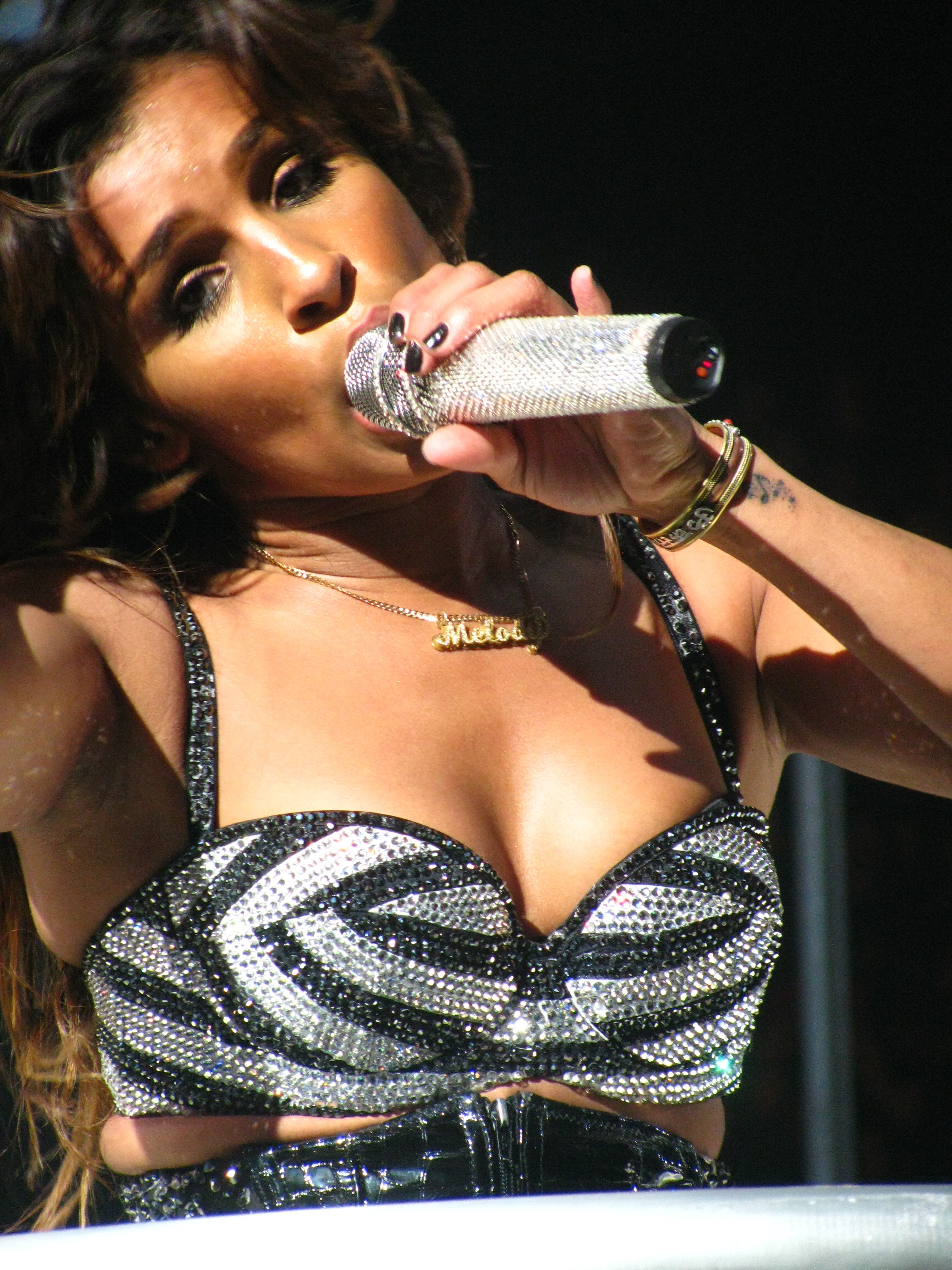
Melody Thornton in concerto nel 2009

Nel 2007 appare in un episodio della serie Al passo con i Kardashian e a diversi episodi della serie tv Pussycat Dolls Present: The Search for the Next Doll, che venne creata da Robin Antin per trovare una nuova componente al gruppo.
Nel 2009 partecipa come giudice al reality show statunitense Bank Of Hollywood.
Nel 2010 conduce un programma per Tv Guide in occasione della cerimonia dei Grammy Awards e nel maggio dello stesso anno è una dei presentatori dei World Music Awards.
Sempre nel 2010 crea il suo milkshake alla Million Of Milkshakes.
Nel 2011 partecipa al programma Popstar To Operastar, da cui viene eliminata durante la terza settimana.
Nell'inverno 2011 inizia a girare una serie per il web intitolata MeloDIY nella quale da consigli di moda e personalizza i vestiti.
Nel 2012 fa un breve montaggio personale chiamato The Road She's Traveled.
Ad aprile 2012 partecipa ad un episodio di Fashion Police.
Nel 2013 è apparsa in un episodio della terza stagione della serie tv americana Dance Moms.

## Stile e influenze musicali
Per quanto riguarda la scelta di prendere in mano le redini della sua carriera senza farsi più controllare dal volere dei discografici, Thorton ha affermato di aver preso ispirazione da quanto fatto da Christina Aguilera e P!nk appena dopo il raggiungimento del successo, quando le due dive della musica hanno preteso un maggior controllo sulle loro opere. Per quanto riguarda lo stile musicale scelto nel momento in cui ha pubblicato il suo primo album da solista, Thorton ha affermato di essersi ispirata alla musica femminile degli anni '60, in particolare a dive come Diana Ross e Donna Summer.

## Discografia

### Con le Pussycat Dolls
- 2005 - PCD
- 2008 - Doll Domination

### Da Solista
- 2020 - Lioness Eyes (EP)

## Filmografia

### Televisione
- Al passo con i Kardashian - 1x09 - (2007)

### Altre apparizioni
- Pussycat Dolls Present: The Search for the Next Doll - ospite - (2007)
- Pussycat Dolls Present: Girlicious - ospite - (2008)
- Bank of Hollywood - giudice - (2009)
- TV Guide's Countdown to the Grammys - co-conduttrice - (2010)
- World Music Awards - presentatrice - (2010)
- Popstar to Operastar - concorrente - (2011)